# دورثي تري
دورثي تري (بالإنجليزية: Dorothy Tree)‏ هي ممثلة أمريكية، ولدت في 21 مايو 1906 ببروكلين في الولايات المتحدة، وتوفيت في 13 فبراير 1992 في الولايات المتحدة بسبب قصور القلب.

## أعمال

### أفلام
- (1934) هنا تأتي البحرية

## وصلات خارجية
- دورثي تري على موقع IMDb (الإنجليزية)
- دورثي تري على موقع ألو سيني (الفرنسية)
- دورثي تري على موقع أول موفي (الإنجليزية)
- دورثي تري على موقع قاعدة بيانات برودواي على الإنترنت (الإنجليزية)
- دورثي تري على موقع قاعدة بيانات الأفلام السويدية (السويدية)
- دورثي تري على موقع إن إن دي بي (الإنجليزية)
- دورثي تري على موقع قاعدة بيانات الفيلم (الإنجليزية)
- دورثي تري على موقع كينوبويسك (الروسية)